# 桑丹斯基市鎮

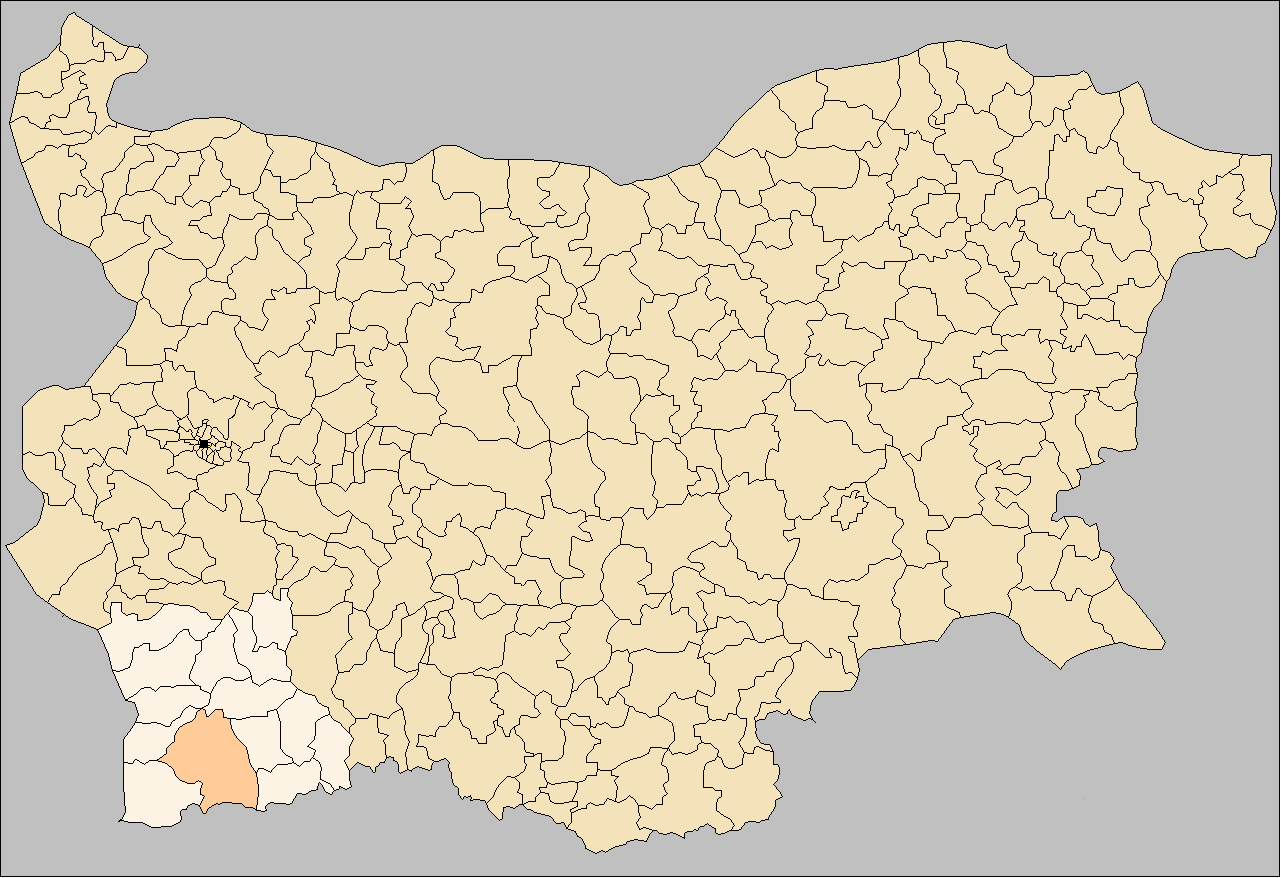

桑丹斯基市鎮，是保加利亞西南部布拉戈耶夫格勒州的市鎮，行政中心为桑丹斯基，面積1,010平方公里，2008年人口44,147，人口密度每平方公里43.71人。
41°34′N 23°17′E / 41.567°N 23.283°E